# 君にありがとう
「君にありがとう」（きみにありがとう）は、2017年4月26日にポニーキャニオンから発売されたつるの剛士の6枚目のシングル。

## 概要
前作「チャギントン SPECIALシングル」から約4年ぶりのシングルとなり、カバーでは無くオリジナルソングでのシングルは「ポケモン言えるかな?BW」を発売して以来約6年ぶりとなる。
表題曲の「君にありがとう」は、つるのとピアニストの前で、都倉俊一が指揮する中で収録された。
カップリングの「うたのちから」は発売前からライブで披露されており、シングル発売の1ヶ月前に発売されたライブ音源を収録したアルバム『「つるのうた名曲集」プレミアムコンサート』に入っており、オリジナル音源より先にライブ音源の方がCD化されている。

## 収録曲
1. 君にありがとう
作詞・作曲：都倉俊一
  - 『NHKラジオ深夜便』2017年4月-6月 タイアップ曲
2. うたのちから
作詞：新沢としひこ・つるの剛士、作曲：中川ひろたか・中村圭作
3. 君にありがとう (ピアノ伴奏バージョン)
作詞・作曲：都倉俊一